# Taenaris philammon
Taenaris philammon är en fjärilsart som beskrevs av Brooks 1950. Taenaris philammon ingår i släktet Taenaris och familjen praktfjärilar. Inga underarter finns listade i Catalogue of Life.